# Laboria Cuboniks
Laboria Cuboniks (zkráceně LC) je xenofeministické hnutí, které vzniklo v roce 2014. Mezi hlavní témata patří prosazování myšlenky rozbití sociálního konstruktu genderové politiky, racionalismu a role žen v diskurzu vědy, mimo to se ale věnuje také umění, designu, filozofii, architektuře nebo třeba digitální hudbě. Zakladatelky o hnutí mluví jako o živém tvorovi (či agentovi nebo avatarovi) se zájmenem „ona“. LC se neustále vyvíjí a přizpůsobuje změnám ve společnosti. Členem hnutí může být kdokoliv.

## Historie
Hnutí vzniklo jako experimentální projekt na konferenci HKW (Haus der Kulturen der Welt) v Berlíně v létě roku 2014. Na akci se setkalo šest feministek (Diann Bauerová, Katrina Burchová, Lucca Fraserová, Helen Hesterová, Amy Irelandová a Patricia Reedová), které i přes různá pole působnosti našly společná témata a chtěly rozhýbat změnu ve společnosti. Hlavními vzájemně sdílenými znaky se staly technologie, věda a racionalismus.
Jméno je přesmyčkou pseudonymu Nicolas Bourbaki (francouzská skupina matematiků založená na počátku 20. století, která se zabývala abstrakcí, obecností a přísností v matematice). Podle zakladatelek byl feminismus v západních zemích světa spojován s přírodou a vnímán jako materialistická filozofie, což považovaly za utlačování. K vzniku LC je vedl názor, že ženy jsou v intelektuálním prostoru neviditelné, nebo škatulkovány do určitých skupin (například feministky a queer). Proto se hlavními body jejich programu stalo rozbití genderu, studium sexuality, odstranění přírody jak garanta intelektuálních politických pozic a experimenty s využitím evolučních algoritmů v ofenzivní kybernetické bezpečnosti.
Po konci konference spolupracovaly dálkově na manifestu, který byl vydán o rok později. Tento projekt byl prvním a posledním, na němž se zúčastnilo všech šest původních žen. Další rozvoj hnutí probíhal zcela individuálně nebo ve spolupráci s jinými podobnými skupinami z celého světa, jako byla například ruská Intimate Connections nebo polská HOMAR. Od počátku vzniku bylo aktivně prezentováno na nejrůznějších akcích, konferencích a přednáškách, v rámci rozhovorů a publikací. Mezi významné události patří publikace v časopise e-flux (2016), prezentace na konferenci Post-Cyber Feminist International v ICA London (2017) a akce v Tate Modern v Londýně (2018).

### Zakladatelky hnutí

#### Diann Bauerová
Byla spisovatelka a umělkyně pocházející z Londýna. Na newyorské univerzitě Cooper Union vystudovala architekturu a na univerzitě Goldsmiths v Anglii vystudovala architekturu. Pracovala na londýnské univerzitě Westminster jako výzkumnice, kde spolupracovala s ostatními výzkumníky.

#### Katrina Burchová
Hudebnice, filozofka a archeoložka. V hudebním průmyslu vystupuje pod jménem Yoneda Lemma.

#### Lucca Fraserová
Výzkumnice pracující zejména na AI, feminismu, dialektech a matematické logice.

#### Helen Hesterová
Pracuje jako profesorka na Filmové univerzitě v Londýně, kde přednáší o genderu, technologii a kulturní politice.

#### Amy Irelandová
Teoretička a experimentální básnířka studuje a vyučuje na univerzitě UNSW v Sydney.

#### Patricia Reedová
Umělkyně a spisovatelka pocházející z Kanady. Studovala na Concordia univerzitě v Montrealu a na škole European Graduate School ve Švýcarsku.

### Publikace

#### Manifesto xenofeminismu
Bylo vydáno hnutím Laboria Cuboniks v roce 2018. Je psaný stručně, aby maximalizoval intelektuální angažovanost a zjednodušil sdílení na internetu. Laboria Cuboniks se v něm snaží „denaturalizovat“ vědu, technologii a racionalismus od patriarchální moci. V 7 částech vyzývá ke změně současného vnímání feminismu. Využívají slogan: „Je-li příroda nespravedlivá, změňte přírodu!“ Manifesto bylo přeloženo v 19 jazycích, které jsou volně k přečtení na jejich webové stránce o manifestu. 

### Názory a kritika
Cleveland Review of Books poznamenává, že kniha se jazykem i technologickým horizontem liší od jiných manifestů, ale kritizuje, že se manifest dostatečně nevěnuje péči o děti a domácímu životu, a klade otázku, jaký pohled má na tyto aspekty a jak zapadají do vize feministické technobudoucnosti.
Mark Fisher, britský kulturní teoretik, ocenil kolektiv za to, že „vyrval feminismus z rukou moralizující zlomyslné maloburžoazie“. Od té doby je uznávaný jako významný hlas v současné levicové politické teorii.